# Mujahedin
Mujahedin er en betegnelse for en person der udøver jihad.
| Religion | Spire Denne religionsartikel er en spire som bør udbygges. Du er velkommen til at hjælpe Wikipedia ved at udvide den. |